# مامدان
مامدان هي قرية في مقاطعة أشنوية، إيران. يقدر عدد سكانها بـ 55 نسمة بحسب إحصاء 2016.